# 1424
| [ Edytuj tabelę ]                          | |
| Król Polski                                | - 1386 Władysław II Jagiełło 1434                                                                           |
| Współksiążęta Andory                       | - 1416 Francesc de Tovia 1436 - 1412 Jan I 1436                                                             |
| Król Anglii                                | - 1422 Henryk VI 1461                                                                                       |
| Król Aragonii i Walencji, hrabia Barcelony | - 1416 Alfons V Aragoński 1458                                                                              |
| Władca Azteków                             | - 1417 Chimalpopoca 1427                                                                                    |
| Elektor Brandenburgii                      | - 1415 Fryderyk I 1440                                                                                      |
| Książę Bawarii-Ingolstadt                  | - 1413 Ludwik VII Brodaty 1443                                                                              |
| Książę Bawarii-Landshut                    | - 1393 Henryk XVI Bogaty 1450                                                                               |
| Książę Bawarii-Monachium                   | - 1397 Ernest 1438                                                                                          |
| Książę Burgundii                           | - 1419 Filip III Dobry 1467                                                                                 |
| Cesarz Bizancjum                           | - 1391 Manuel II Paleolog 1425                                                                              |
| Sułtan Brunei                              | - 1415 Ahmad 1425                                                                                           |
| Cesarz Chin                                | - 1402 Yongle 1424 - 1424 Hongxi 1425                                                                       |
| Król Cypru                                 | - 1398 Janusz 1432                                                                                          |
| Król Czech                                 | - 1420 bezkrólewie 1436                                                                                     |
| Król Danii                                 | - 1396 Eryk Pomorski 1439                                                                                   |
| Dalajlama                                  | - 1391 Gendun Drup 1474                                                                                     |
| Władca Egiptu                              | - 1422 Barsbaj 1437                                                                                         |
| Cesarz Etiopii                             | - 1414 Izaak 1429                                                                                           |
| Król Francji                               | - 1422 Karol VII 1461                                                                                       |
| Król Gruzji                                | - 1412 Aleksander 1442                                                                                      |
| Hrabia Holandii                            | - 1417 Jakobina Bawarska 1433 - 1418 Jan III 1425                                                           |
| Władca Inków                               | - 1410 Viracocha 1438                                                                                       |
| Cesarz Japonii                             | - 1412 Shōkō 1428                                                                                           |
| Kalif                                      | - 1414 Al-Mu’tadid II 1441                                                                                  |
| Król Kastylii i Leónu                      | - 1406 Jan II Kastylijski 1454                                                                              |
| Patriarcha Konstantynopola                 | - 1416 Józef II 1439                                                                                        |
| Władca Korei                               | - 1418 Sejong Wielki 1450                                                                                   |
| Najwyższy książę litewski                  | - 1401 Jagiełło 1434                                                                                        |
| Wielki książę litewski                     | - 1392 Witold 1430                                                                                          |
| Cesarz Majapahitu                          | - 1389 Wikramawardhana 1429                                                                                 |
| Sułtan Maroka                              | - 1421 Abdulhak II 1465                                                                                     |
| Książę Mediolanu                           | - 1412 Filip Maria 1447                                                                                     |
| Senior Monako                              | - 1419 Ambroży z Menton 1427 - 1419 Antoni z Roquebrune 1427 - 1419 Jan I 1427                              |
| Wielki książę moskiewski                   | - 1389 Wasyl I 1425                                                                                         |
| Król Nawarry                               | - 1387 Karol III Szlachetny 1425                                                                            |
| Król Norwegii                              | - 1396 Eryk Pomorski 1442                                                                                   |
| Sułtan Omanu                               | - 1406 Machzum ibn al-Fallah 1435                                                                           |
| Elektor Palatynatu                         | - 1410 Ludwik III 1436                                                                                      |
| Papież awinioński                          | - 1423 Klemens VIII 1429                                                                                    |
| Papież                                     | - 1417 Marcin V 1431                                                                                        |
| Król Portugalii                            | - 1385 Jan I 1433                                                                                           |
| Cesarz Rzymski (niemiecki)                 | - 1410 Zygmunt Luksemburski 1437                                                                            |
| Kapitanowie Regenci San Marino             | - 1424 Antonio di Tegna Antonio di Simone Belluzzi 1424 - 1424 Sante Lunardini Baldassarre di Giovanni 1424 |
| Despota Serbii                             | - 1402 Stefan IV Lazarević 1427                                                                             |
| Elektor Saksonii                           | - 1422 Fryderyk I Kłótnik 1428                                                                              |
| Król Szkocji                               | - 1406 Jakub I 1437                                                                                         |
| Król Szwecji                               | - 1396 Eryk XIII Pomorski 1439                                                                              |
| Król Tajlandii                             | - 1409 Intha Racha 1424 - 1424 Borommaracha Thirat II 1448                                                  |
| Sułtan Turków                              | - 1421 Murad II 1444                                                                                        |
| Doża Wenecji                               | - 1423 Francesco Foscari 1457                                                                               |
| Król Węgier                                | - 1387 Zygmunt Luksemburski 1437                                                                            |
| Wielki mistrz zakonu krzyżackiego          | - 1422 Paul Bellitzer von Russdorff 1441                                                                    |

Rok 1424 / MCDXXIV
stulecia: XIV wiek ~
XV wiek ~
XVI wiek

lata: 1414 «
1419 «
1420 «
1421 «
1422 «
1423 «
1424
» 1425
» 1426
» 1427
» 1428
» 1429
» 1434

## Wydarzenia w Polsce
- 5 marca – koronacja Zofii Holszańskiej, czwartej żony Władysława Jagiełły.
- 26 czerwca – przez teren Polski przechodził pas całkowitego zaćmienia Słońca.

## Wydarzenia na świecie
- 7 czerwca – wojny husyckie: husyci pod wodzą Jana Žižki rozgromili armię praską w bitwie pod Maleszowem.
- 17 sierpnia – przegrana Francuzów z Anglikami w bitwie pod Verneuil w Normandii.

## Zdarzenia astronomiczne
- 26 czerwca – całkowite zaćmienie Słońca, widoczne w Polsce[1].

## Urodzili się
- 31 października – Władysław III Warneńczyk, król Polski i Węgier (zm. 1444)
- data dzienna nieznana: 
  - Mikołaj I opolski (ur. między 1422 a 1424; zm. 1476)

## Zmarli
- 4 stycznia – Muzio Attendolo Sforza, włoski kondotier i założyciel dynastii Sforzów (ur. 1369)
- 10 maja – Go-Kameyama, cesarz Japonii (ur. ok. 1347)
- 5 czerwca – Andrea Fortebraccio, włoski kondotier (ur. 1368)
- 10 czerwca – Ernest Żelazny, arcyksiążę Styrii, Karyntii i Krainy (ur. 1377)
- 5 sierpnia – Yongle, cesarz Chin (ur. 1360)[2]
- 11 października – Jan Žižka, przywódca i strateg taborytów (ur. ok. 1360)